# Angela Ciochină
Angela Ciochină (Urecheni, 17 aprile 1955 – Bucarest, 7 luglio 2015) è stata una cantante e compositrice rumena.

## Biografia
Figlia di un prete, Valerian Ciochină, si laureò al Conservatorio „Ciprian Porumbescu” di Bucarest nel 1978, collega di Angela Similea e Mihaela Runceanu. Studiò con i professori Petre Brâncuși (teoria della musica), Victor Giuleanu (teoria e solfegio) e Carmen Petra-Basacopol. Subito dopo aver completato la facoltà, fu ingaggiata dall'Ensemble „Doina” dell'Esercito. Fece tournée in varie città della Romania con il gruppo artistico dell'UTC (1975-81) e con l'Ensemble „Doina” (1978-81) e all'estero in Bulgaria, Russia, Emirati Arabi Uniti, Kuwait, Grecia e Turchia. Aveva lanciato alcuni brani di successo come: „Ești numai tu”, „Odată cu cîntecul" (di George Grigoriu), „Am vrut” (di Dan Stoian), „Salcâmul de pe strada mea” (di Cornel Fugaru), „Un copil" (di Jolt Kerestely), „Marea mea" (di Horia Moculescu), „Salcia” (musica di Horia Moculescu, canzone affidata ad Angela dopo che Mihaela Mihai aveva lasciato il paese). Un grande successo della sua carriera ebbe l'album „Drumuri paralele” (Electrecord, 1985) con canzoni scritte da Victor Socaciu. Si ritirò dalla musica alla fine degli anni '80 per insegnare canto.
Ebbe un breve matrimonio con uno speaker radiofonico
Dopo la morte nel 2007 della sorella più piccola, la pittrice Julieta Ciochină e dei genitori, Angela Ciochina tornò nel suo villaggio natio Urecheni nel distretto di Neamț. Caduta in depressione e dipendente dall'alcol, fu trovata in coma da parenti nel 2009. In gravi condizioni nutrizionali, igieniche e di salute, venne ricoverata all'ospedale di Târgu Neamț e successivamente a quello di Piatra Neamț, dove le fu dignosticata l'encefalopatia tossica. In solitudine, immobilizzata al letto dal 2010 e sofferente di cirrosi epatica, venne trovata morta nella sua casa nel quartiere Colentina la mattina di martedì 7 luglio 2015.
Fu sepolta nel cimitero "Tudor Vladimirescu" di Bucarest.

## Premi
- 1971 – Trofeo „Floarea de argint” e il Premio II al Festival „Florile Ceahlăului” con „A doua tinerețe” (George Grigoriu) e „Uitarea” (Radu Șerban).
- 1971 – Premio II al Festival „Floarea de lotus” di Oradea.
- 1973 – Premio dell'Uniune dei Compositori e Musicologi al Festival„Vlăstarele cântului” di Iași.
- 1975 – Trofeo Amara alla VIII-a edizione del Festival  „Tinereții de la Amara" di Ialomița.
- 1976 – Partecipazione alla sezione Creazione del a Festival nazionale di musica leggera di Mamaia, 1976
- 1976 – Premio I al „Festival dell'arte studentesca" di Galați.
- 1977 – Trofeo „Steaua fără nume”.
- 1984 – Partecipazione al Festival di musica leggera di Mamaia, 1984 con i brani „Un copil" (di Jolt Kerestely su testi di Ovidiu Dumitru) e „Câmp fără popas" (di Angela Ciochină, testi di Lucian Blaga).

## Discografia (selezione)
- A Iubi, Iubire
- Am vrut
- Batrinul Carusel
- Ce vis frumos
- Da-mi mana prietene
- Da-mi mana ta
- Deschide Fereastra
- Destin De Trandafiri
- Drumuri Paralele
- Esti numai tu
- Imi spui
- Jaf De Trandafiri
- Marea mea
- Nistrule cu apa lina
- Odata cu cantecul
- O Ramii
- Ore
- Pentru Tot Ce N-am Visat
- Ploaia Indragostita
- Salcamul de pe strada mea
- Salcia
- Salcie la mal
- Sa nu uitam sa fim copii
- Semne pe zapada
- Semne Pe Zapada
- Trenul imblanzit
- Trenul Imblinzit
- Un copil
- Vremea Cireselor